# Голям Дервент
 Тази статия е за селото в България.  За селото в Гърция вижте Голям Дервент (дем Софлу).  
Голям Дервент е село в Югоизточна България. То се намира в община Елхово, област Ямбол.

## История
В миналото селото се е намирало на важен търговски път в Беломорска Тракия, недалеч от село Малък Дервент. Турция опожарила селата и минали в гръцко владение. Пътят, който води до настоящото село и от там до Турция, е основният римски път, през който по билото на едно планинско разклонение са минавали търговските кервани към Азия.
Голямо село, населено с българи и разположено в голяма урва, чиито води се вливат в Арда. Според френски източник в началото на XIX век е селото има отбранителна кула, където е поставен пост за сигурността на съобщенията.
Една от легендите за основаването на селото е историята на принцеса, водена за жена на османски владетел. Минавайки през стария римски път, заварила пресните следи на битка и ранени. Повелила да се основе селище, където хората да живеят в мир и щастие.
След Освобождението селото е сравнително голямо и има митница. С течение на времето и особено след 9 септември 1944 г. населението намалява и в днешно време се състои предимно от възрастни хора.

## География
Село Голям Дервент се намира на границата на България с Турция. Селото, както и целият район в радиус от 20 km, са изключително слабо населени. Намира се на 30 km от общинския център Елхово и на 67 km от областния център Ямбол. Най-близките села, до които има автомобилен път, са Вълча поляна (на 7,7 km), Лалково (на 15 km) и Раздел (на 15 km). Разстоянието до ГКПП Лесово е 29 km.
Село Голям Дервент се намира в Дервентските възвишения, което предопределя хълмистия пейзаж. В района на селото има много сравнително ниски гори. Почвата е червена и не много плодородна. Мнозинството от населението се занимава с животновъдство.
В района на селото са открити няколко пещери.

## Културни и природни забележителности
В близост до селото се намира местността Гьол Бунар, където е изградена почивна станция.
Слабата населеност и девствената природа правят района на селото изключително добро място за отдих.
Южно от селото са открити два долмена. При започналите проучвания през 2005 г. са категоризирани като тракийски погребални камери.

## Редовни събития
- 24 май – събор на селото

## Други
Един от най-старите и богати в миналото родове в селото е родът Франсъзови. В днешно време той има много наследници, повечето от които живеят в Бургас, Ямбол, София, Плевен и Ивайловград. През 2004 г. в селото се провежда среща на представителите на рода. Родоначалник на Франсъзови е Иван Франсъзов (роден в края на XIX век). Той бил един от най-просветените хора в района за времето си (завършил гимназия в Одрин). Дълго време е бил кмет на селото. Ходел е облечен по западна мода или както казват по онова време – бил облечен с „френски дрехи“, oткъдето е и прякорът му „франсъза“.

### Кухня
Специфична гозба е бобеникът (или боб в тава) – приготвя се от зрял черен (шарен) боб и ориз, които след като се сварят се запичат в тава – изключително вкусна гозба, приготвяна само в този регион.